# درباره (فیلم)
درباره (به زبان مالایالم:Angeekaaram) فیلمی محصول سال ۱۹۷۷ و به کارگردانی آی. وی. ساسی است. در این فیلم بازیگرانی همچون پرامیلا، سری دوی، وینسنت، کی. پی اومر، سوکوماران، بهادر ایفای نقش کرده‌اند.